# Bernardo Leighton
Bernardo Leighton Guzmán (Nacimiento, 16 agosto 1909 – Santiago del Cile, 26 gennaio 1995) è stato un politico cileno.
Fu preso di mira dai servizi segreti di Pinochet nell'ambito dell'Operazione Condor, e fu ferito durante un attentato organizzato per ucciderlo.

## Biografia
Esponente del Partito Democratico Cristiano del Cile, fu Ministro del Lavoro nel governo di Arturo Alessandri Palma dal 24 marzo 1937 al 12 marzo 1938, Ministro della Pubblica Istruzione nel governo di Gabriel González Videla dal 27 febbraio 1950 al 4 febbraio 1952 e Ministro dell'Interno nel governo di Eduardo Frei Montalva dal 3 novembre 1964 al 3 settembre 1968. Fu Vicepresidente della Repubblica dal 28 giugno al 24 luglio 1965; dal 28 al 30 ottobre 1965; dal 12 al 22 agosto 1966 e dall'11 al 15 aprile 1967. 
Dopo la vittoria di Salvador Allende del 1970 tentò senza successo una mediazione tra il suo partito e il governo socialista. Dopo il golpe del 1973 fece parte del "gruppo dei tredici" membri del suo partito che si opposero al colpo di Stato. Nel novembre dello stesso anno fu invitato in Italia dal democristiano Gilberto Bonalumi per parlare degli eventi cileni. L'anno successivo il governo di Augusto Pinochet gli vietò di tornare nel paese. 
Durante l'esilio a Roma, il 6 ottobre 1975, fu ferito gravemente, al pari della moglie, da alcuni colpi di pistola esplosi per ucciderlo. L'attentato era stato organizzato dalla DINA, e dall'agente segreto statunitense Michael Townley e secondo alcune fonti anche dal neofascista Stefano Delle Chiaie, mentre l'esecutore materiale sarebbe stato Pierluigi Concutelli, altro terrorista nero. Sottoposto a processo in Italia Delle Chiaie fu assolto nel 1987. Nel 1978 la dittatura militare gli diede il permesso di tornare in Cile. Morì il 26 gennaio 1995.